# Bum Bum (Kat DeLuna)
Bum Bum è un singolo di Kat DeLuna pubblicato il 30 marzo 2015. Il brano ha visto la partecipazione di Trey Songz, tratta il tema del sesso e ha ricevuto giudizi misti da parte della critica.

## Composizione e testo
Bum Bum è stato scritto da Thomas Allen, Harold Brown, Orville Burrell, Morris "BB" Dickerson, Rickardo Ducent, Leroy Jordan, Charles Miller, Lee Oskar, Shaun Pizzonia, Winston Delano Riley, Howard Scott e Brian Thompson. Uno scrittore di Vibe l'ha descritta come una canzone dance con influenze reggae e "atmosfere isolane". Mike Wass di Idolator la considera una slow jam e contrappone il suo stile "morbido e pastoso" con i brani precedentemente pubblicati da DeLuna, che sono invece veloci tracce da club.
Bum Bum campiona e interpola la canzone di Sister Nancy del 1982 Bam Bam e il singolo di Shaggy e Rikrok del 2000 It Wasn't Me. DeLuna ha affermato che i campionamenti usati nella traccia sono stati selezionati da Hook. Stando a quanto ha dichiarato la cantante in un comunicato stampa, il brano di Nancy usato per costruire Bum Bum «dimostra che la musica trascende le generazioni» e «ha lasciato un'impronta musicale nella cultura che perdurerà negli anni a venire.» Stando a Rawiya Kameir di The Fader, Bum Bum è un possibile segnale della rinascita del genere dancehall nei media mainstream.
In Bum Bum DeLuna dà delle istruzioni sessuali a un amante («Possiamo farlo sotto la doccia/Possiamo farlo sul pavimento/Puoi farlo ogni ora, c'è molto di più.») Lei prende in giro il suo partner («Dacci dentro, ma non romperlo»). Secondo Kameir, Trey Songz, che nel brano dichiara «Shawty è entrata e mi ha sorpreso in flagrante mentre le fissavo il sedere», si comporterebbe come un "affascinante Lotario". Secondo Trevor Smith di HotNewHipHop, Bum Bum sarebbe uno dei numerosi singoli sui glutei pubblicati nel 2015.

## Pubblicazione
Bum Bum è stato caricato sul canale YouTube di DeLuna il 30 marzo 2015. Lo stesso giorno, è stato pubblicato solo come download digitale su iTunes e sul sito ufficiale di DeLuna. La canzone è stata inclusa nella compilation Loading (2016). Il singolo è il primo dopo diversi anni a essere promosso principalmente nelle radio americane anziché europee. Il 20 maggio 2015 il produttore caraibico Noise Cans ha caricato un remix sul suo account SoundCloud in cui sostituisce i campionamenti con una base strumentale diversa. Il produttore Frank Delour ha pubblicato anche un remix, caratterizzato da un ritmo più veloce e uno stile definito "più solare e tropicale".
DeLuna ha detto che la copertina del singolo, ove compare l'artista completamente svestita di schiena, sarebbe ispirata dalle statue romane e greche di donne nude e dalle fotografie di Helmut Newton. DeLuna ha fatto un parallelismo tra l'arte e l'emancipazione delle donne asserendo che il brano volesse concretizzare «l'essenza dell'emancipazione delle donne». La cantante riporta che «È incoraggiante sapere che il tuo corpo sia un'opera d'arte piuttosto che un simbolo sessuale. Voglio che le donne sappiano che la loro carne e la loro anima siano un simbolo di potere e bellezza.»

## Accoglienza
Bum Bum ha ricevuto risposte contrastanti da parte della critica. Tra gli estimatori del brano vi è Wass, secondo il quale sarebbe «una slow jam alla moda che celebra le donne e ti fa venir voglia di muoverti». Pur considerando il brano "sciocco" e il suo titolo "giovanile", Smith ha elogiato DeLuna e Songz per aver dato alla traccia un sound reggae e gioioso. Andy Kellman di AllMusic ha bollato Bum Bum come un "canonico reggae pop".
Il 27 giugno 2015 Bum Bum ha raggiunto il numero 32 nella classifica Rhythmic Songs della rivista Billboard. Il brano è rimasto in quella graduatoria per cinque settimane.

## Video musicale
Il video musicale di Bum Bum, che è stato caricato sul canale YouTube il 16 giugno 2015, DeLuna «si muove, sussulta, si schiaffeggia, si struscia e fa movimenti allusivi con il sedere». Songz non appare nel video. In alcune scene, DeLuna appare nuda. Secondo quanto ha dichiarato, questa sarebbe una manifestazione di potere e non un'allusione sessuale fine a sé stessa. Kameir credeva che il video avrebbe avuto una continuazione in quanto, a fine video, appare la scritta Part II coming soon (lett. "Presto arriverà una seconda parte"). Wass ha definito il video "strabiliante" e uno dei più "oltraggiosi" pubblicati nel 2015. Secondo Kameir, il filmato "dimostra che le allusioni sessuali al giorno d'oggi sono ormai superate".